# 호아킨
호아킨(스페인어: Joaquín)은 요아킴의 스페인어 표기이다. 흔히 남자에게 붙이는 이름으로 히브리어 "야훼로부터 "(히브리어: יְהוֹיָקִים)에서 유래했다. 요야킴(엘리야킴)은 구약성서 유다의 왕이었다. 그의 아들은 요야킨이었다.
산 호아킨은 성 요아킴의 스페인어 표기로, 성모 마리아 부친의 이름이다.

## 이름
- 호아킨 알론소: 스페인의 전 축구 선수
- 호아킨 산체스: 스페인의 축구 선수로 현재 베티스 소속
- 호아킨 로드리게스 에스피나르: 스페인의 전 축구 선수
- 호아킨 알무니아: 스페인의 정치인
- 호아킨 아리아스: 도미니카 공화국의 야구 선수
- 호아킨 발라게르: 도미니카 공화국의 대통령
- 호아킨 벨그라노: 아르헨티나의 애국자
- 호아킨 베노이트: 도미니카 공화국의 야구 선수
- 호아킨 카스트로: 텍사스주 샌안토니오 출신 미국의 정치인
- 호아킨 코르테스: 스페인의 플라멩코 공연자
- 호세 호아킨 데 에레라: 멕시코의 대통령으로 재임한 중도주의 정치인
- 호아킨 데 루스: 뉴욕 시 발레 공연자
- 호아킨 구스만: 멕시코의 마약 밀매 · 밀수 조직 시날로아 카르텔(Sinalloa Cartell)의 간부
- 호아킨 에르난데스: 멕시코의 축구 선수
- 호아킨 "잭" 가르시아: 쿠바계 미국인 FBI 요원
- 호아킨 라인: 칠레의 정치인
- 호아킨 라리베이: 아르헨티나의 축구 선수
- 호아킨 마우린: 스페인의 카탈루냐 정치인
- 호아킨 미겔 엘리살데: 필리핀의 외교관, 사업가, 폴로 선수
- 호아킨 밀러: 미국의 시인, 개척자
- 호아킨 모스케라: 그란콜롬비아의 4대 대통령
- 호아킨 무리에타: 멕시코와 캘리포니아의 19세기 무법자
- 호아킨 파르다예: 멕시코의 영화 배우 및 감독
- 호아킨 피닉스: 미국의 배우
- 호아킨 로드리고: 스페인의 작곡가이자 유명 피아니스트
- 호아킨 사비나: 스페인의 시인이자 싱어송라이터
- 호아킨 살바도르 라바도: 스페인계 아르헨티나인 만화가
- 호아킨 소로야: 스페인의 예술가
- 호세 호아킨 트레호스 페르난데스: 코스타리카의 정치인
- 호아킨 투리나: 에스파냐의 근대 작곡가
- 호아킨 사발라: 니카라과의 전 대통령

## 성
- 제이미 호아킨: 필리핀의 배우이자 TV 프리젠터
- 닉 호아킨: 필리핀의 작가
- 왈디스 호아킨: 도미니카 공화국의 야구 선수

## 기타
- 허리케인 호아킨

## 같이 보기
- 요아킴